# Poienile Oancei
Poienile Oancei – wieś w Rumunii, w okręgu Neamț, w gminie Stănița. W 2011 roku liczyła 239 mieszkańców.